# Лона Салпетер
Лона Корліма Чемтай Салпетер (англ. Lonah Korlima Chemtai Salpeter; нар. 12 грудня 1988) — ізраїльська легкоатлетка кенійського походження, яка спеціалізується в марафонському бігу та бігу на довгі дистанції.

## Спортивні досягнення
Бронзова призерка чемпіонату світу у марафонському бігу (2022).
Двічі посідала 12-е місце на чемпіонатах світу з напівмарафону (2018, 2020).
Учасниця двох олімпійських марафонських забігів — не дісталася фінішу у 2016 та 66-е місце у 2021.
Переможниця Токійського марафону (2020).
Чемпіонка Європи (2018) та бронзова призерка чемпіонату Європи (2022) у бігу на 10000 метрів.
Бронзова призерка з марафонського бігу в особистому заліку на чемпіонаті Європи з шосейного бігу (2025). Срібна призерка з марафонського бігу в командному заліку на чемпіонаті Європи з шосейного бігу (2025).
Дворазова переможниця Кубку Європи у бігу на 10000 метрів (2018, 2019).